# Олевская, Инна Соломоновна
Инна Соломоновна Олевская (27 апреля 1940, СССР — 18 октября 2021) — советский и российский художник. С 1973 года член Союза художников СССР. Заслуженный художник Российской Федерации (2006). С 2011 года член-корреспондент Российской академии художеств.

## Биография
Окончила художественную школу при Киевской академии художеств. В 1962 году поступила на кафедру керамики и стекла Высшего художественно-промышленного училища им. Мухиной, которое окончила в 1967 году. С 1969 года работала на Ломоносовском фарфоровом заводе (с 2005 года — Императорский фарфоровый завод). Стажировалась в Италии и Германии, участвовала в международных симпозиумах по керамике.
«Её фарфор, ставший современной классикой, — особое явление по выбору тем, сложности и насыщенности композиционных приёмов, соединяющих пласты различных художественных стилей, по поиску и масштабу форм, находящихся на грани возможностей материала, выходящих за рамки прикладного искусства» — говорит искусствовед Инна Майстренко.

## Выставки
Первая персональная выставка Олевской была организована галереей дизайна Bulthaup в 2004 году.
Вторая персональная выставка состоялась в LAZAREV GALLERY в 2008 году.
В 2017 году в залах Главного штаба Государственного Эрмитажа было представлено более четырехсот произведений Инны Олевской, это была её третья персональная выставка.

## Собрание музеев
Произведения художника находятся в крупнейших собраниях России:
- в Государственном Эрмитаже (Санкт-Петербург)
- в Государственном Русском музее (Санкт-Петербург)
- в Государственном Историческом музее
- в Государственном музее истории Санкт-Петербурга (Санкт-Петербург)
- в Государственном музее-заповеднике «Павловск» (Санкт-Петербург)
- в Государственном музее-усадьбе «Кусково» (Москва)
- в Всероссийском музее декоративно-прикладного и народного искусства (Москва)
- в Сергиево-Посадском государственном историко-художественном музее-заповеднике (Загорск).

Большая коллекция работ автора находится в музее Императорского фарфорового завода (филиал Государственного Эрмитажа с 2003 года).
В марте 2023 года в Главном штабе открылась постоянная экспозиция работ.

## Основные произведения
- «Песнопение Гильдегарды Бингенской» (1971); посвящается С. С. Аверицеву
- «Да внемлет же поэтам веки» (1975)
- «Благословен день, месяц, час» (1980)
- «В тени крыл Твоих укрой меня» (1992)
- «Гений и злодейство — две вещи несовместные» (1990—1999)
- «Царская невеста» (2004)
- «Маскарад» (2008—2009)
- «В том доме розовом не слышно голосов» (2014); памяти Гуэрра, Тонино
- «Тусовка» (1998—2015)
- «Армада» (2008—2016)

## Награды и звания
- Первый приз II Квадриеннале декоративного искусства в Эрфурте, ГДР (1978)
- Диплом Российской академии художеств (1980)
- Серебряная медаль Российской академии художеств (2003)
- Заслуженный художник Российской Федерации (2006)
- Член-корреспондент РАХ (2011)
- Золотая медаль Российской академии художеств (2019)